# Serapis
Serapis var en gammelegyptisk-hellenistisk gud, som bliver forbundet med Osiris og Apis og fremstod som memphistisk form af Osiris.
- Wikimedia Commons har flere filer relateret til Serapis

| Religion | Spire Denne religionsartikel er en spire som bør udbygges. Du er velkommen til at hjælpe Wikipedia ved at udvide den. |